# 仁科芳雄 「原爆を作ろうとした物理学者」がみたもの
『仁科芳雄 「原爆を作ろうとした物理学者」がみたもの』（にしなよしお げんばくをつくろうとしたぶつりがくしゃがみたもの）は、ノンフィクション作家の上山明博が6年余りかけて取材執筆した、仁科芳雄の書き下ろし評伝である。
当初、プロローグ（導入部）が、川村湊 編纂の『原発よ、安らかに眠り給え』（コールサック社、2024年）で発表され、翌年の広島・長崎への原爆投下80周年に『仁科芳雄──「原爆を作ろうとした物理学者」がみたもの』（青土社、2025年）と題して上梓。
「日本の現代物理学の父」と呼ばれる仁科芳雄の、語られることのないもう一つの側面、太平洋戦争中に日本の原子爆弾開発「ニ号研究」の主導者としての仁科芳雄に焦点を当て、戦後「核廃絶と戦争放棄」を訴えた彼の60年におよぶ激動の生涯と、その遺志を受け継いだ高弟の湯川秀樹や朝永振一郎らの主張を詳述し、仁科の活動とその思想の全貌を明らかにした。

## 概要
アメリカ軍は日本政府が降伏文書に調印したわずか5日後の1945年9月7日、原子爆弾調査団をいち早く日本に送り込んだ。目的は、太平洋戦争中に日本は原子爆弾を独自に開発していた可能性があり、開発していたとすれば、それは誰が、どのような方法で、どの段階まで進んでいたかを調査することにあった。
本書の大きな目的は、まさにこの原子爆弾調査員の任務と一致する。大戦下の資源と人材に限りのある日本で、本当に原子爆弾の開発がおこなわれていたのか。そして、もし秘密裏に開発がおこなわれていたのなら、それはいつ、誰が、どのような方ではじめたのか。この本の狙いは世界から孤立した戦時下の日本における原子爆弾開発の実態を明らかにすることにある。
著者は、アメリカ公文書館に収蔵される『原子爆弾調査報告書』を探索する一方、国立国会図書館の憲政資料室収蔵文書や理化学研究所記念史料室を訪れて関連文書を入手し、仁科芳雄が主導した日本の原爆開発「ニ号研究」の端緒とその全容を追った。
日本人初のノーベル賞受賞者の湯川秀樹をして「絶対悪」と言わしめた原子爆弾の誕生から80年の歳月を経た2025年、人類と原子力の歴史の原点に立ち返り、現代物理学の黎明期に原子爆弾の開発にみずから進んで取り組んだ世界と日本の科学者たちの足跡と心の葛藤を明らかにした。

## 書誌事項
- 書名：仁科芳雄
- 副題：─ 「原爆を作ろうとした物理学者」がみたもの ─
- 装幀：水戸部功
- 発行：青土社
- 判型：四六判
- 製本：並製
- 頁数：262頁[6]

## 参考資料
- 「核廃絶─仁科芳雄博士がめざしたもの」講師=上山明博（ノンフィクション作家）、原水爆禁止2025 年世界大会科学者集会「学術の軍事化と核廃絶」、開催日時=2025年8月3日13:40～14:40、主催=日本科学者会議（原水爆禁止2025 年世界大会科学者集会実行委員会）[9]